# Zyprische Badmintonmeisterschaft 2022
Die Zyprische Badmintonmeisterschaft 2022 fand am 5. und 6. November 2022 in Paphos statt. 

## Medaillengewinner
| Disziplin    | Gold                                | Silber                                      | Bronze                                   |
| ------------ | ----------------------------------- | ------------------------------------------- | ---------------------------------------- |
| Herreneinzel | Iacovos Acheriotis                  | Nikolas Kokosis                             | Andreas Theodotou                        |
| Herreneinzel | Iacovos Acheriotis                  | Nikolas Kokosis                             | Ioannis Tambourlas                       |
| Dameneinzel  | Elena Christodoulou                 | Ioanna Pissi                                | Chara Michael                            |
| Dameneinzel  | Elena Christodoulou                 | Ioanna Pissi                                | Nikoleta Eleftheriou                     |
| Herrendoppel | Kyriakos Pissis Orestis Pissis      | Iacovos Acheriotis Andreas Theodotou        | Christos Georgiou Ioannis Tambourlas     |
| Herrendoppel | Kyriakos Pissis Orestis Pissis      | Iacovos Acheriotis Andreas Theodotou        | Panayiotis Adamou Nikolas Kokosis        |
| Damendoppel  | Chara Michael Ioanna Pissi          | Maria Eleni Aristopoulou Anthia Athinodorou | Myria Elriz Claire Levick                |
| Damendoppel  | Chara Michael Ioanna Pissi          | Maria Eleni Aristopoulou Anthia Athinodorou | Olga Krasnova Iryna Markevych            |
| Mixed        | Andreas Ioannou Elena Christodoulou | Iacovos Acheriotis Ioanna Pissi             | Panayiotis Adamou Chara Michael          |
| Mixed        | Andreas Ioannou Elena Christodoulou | Iacovos Acheriotis Ioanna Pissi             | Nikolas Kokosis Maria Eleni Aristopoulou |